# تشارلز دبليو. تشيسنوت
تشارلز وديل تشيسنوت (بالإنجليزية: Charles Chesnutt)‏ (20 يونيو 1858-15 نوفمبر 1932) مؤلف أمريكي من أصل أفريقي، وكاتب، وناشط سياسي، ومحامي، معروف برواياته وقصصه القصيرة التي تبحث في القضايا المعقدة للهوية العرقية والاجتماعية في فترة ما بعد الحرب الأهلية الجنوبية. عُدِل كتابين من كتبه ليناسبا الأفلام الصامتة في عامي 1926 و1927 من قبل المخرج والمنتج الأمريكي الأفريقي أوسكار ميشو. بعد حركة الحقوق المدنية خلال القرن العشرين، أعيد إحياء الاهتمام بأعمال تشيسنوت. نُشر العديد من كتبه في طبعات جديدة، وحصل على اعتراف رسمي. طُبِع له طابع تذكاري في عام 2008.
خلال أوائل القرن العشرين في كليفلاند، أسس تشيسنوت عمل إعداد التقارير للمحكمة والذي أصبح ناجحًا للغاية، ووفر دخله الرئيسي. أصبح نشطًا في الجمعية الوطنية للنهوض بالملونين، وكتب مقالات تدعم التعليم بالإضافة إلى التحديات القانونية للقوانين التمييزية.

## سيرته المهنية القانونية والكتابية
في عام 1887 في كليفلاند، قرأ تشيسنوت القانون واجتاز امتحان المحامين. تعلّم تشيسنوت الستينوغرافي عندما كان شابًا في ولاية كارولينا الشمالية. أسس ما أصبح عملًا مربحًا في مجال إعداد التقارير للمحكمة (الستينوغرافي القانوني)، ما جعله «مزدهرًا ماليًا».
بدأ تشيسنوت أيضًا في كتابة القصص، التي نُشرت من قبل المجلات الوطنية الأعلى في التصنيف. من بينها المجلة الشهرية ذا أتلانتيك، التي نشرت في أغسطس 1887 قصته القصيرة الأولى، «الكرمة المسحورة». كان هذا أول عمل لأمريكي من أصل أفريقي تنشره ذا أتلانتيك. في عام 1890 حاول أن يثير اهتمام والتر هينز بايج من دار هوتون ميفلين للنشر في روايته مهنة الأعمال، التي اكتملت عام 1890. قال بيج إنه بحاجة إلى إثبات سمعته أكثر قبل نشر رواية، لكنه شجعه. عُثر على رواية التعامل مع الشخصيات البيضاء ومجتمعهم بين مخطوطات تشيسنوت ونشرت في نهاية المطاف عام 2005.
كان كتابه الأول عبارة عن مجموعة من القصص القصيرة بعنوان المرأة المشعوذة، الذي نشر عام 1899. تضمنت هذه القصص شخصيات سوداء تحدثت باللهجة الزنجية، التي كانت شائعة في الأدب الجنوبي المعاصر الذي يصور سنوات ما قبل الحرب في الجنوب، وكذلك فترة ما بعد الحرب.
في ذلك العام نشر مجموعة أخرى من القصص القصيرة، زوجة شبابه وقصص أخرى عن خط الألوان عام 1899، والتي تضمنت قصة العنوان، بالإضافة إلى «عبور غرانديسون»، وغيرها. انقلبت هذه الأفكار المعاصرة حول سلوك العبيد، وسعيهم إلى الحرية، بالإضافة إلى إثارة قضايا جديدة حول الثقافة الأمريكية الأفريقية. شجع محررو ذا أتلانتيك تشيسنوت بشدة في كتاباته، واستمرت علاقته مع المجلة لمدة 20 عامًا. 
كانت قصص تشيسنوت أكثر تعقيدًا من قصص العديد من معاصريه. كتب عن الشخصيات التي تتعامل مع قضايا صعبة من العرق المختلط، «المرور»، وعدم الشرعية، والهويات العرقية، والمكان الاجتماعي طوال حياته المهنية. مثلما هو الحال في «زوجة شبابه»، بحث تشيسنوت قضايا تفضيل اللون والطبقة داخل مجتمع السود، بما في ذلك الأشخاص الملونين الأحرار منذ فترة طويلة في المدن الشمالية.

## وصلات خارجية
- تشارلز دبليو. تشيسنوت على موقع IMDb (الإنجليزية)
- تشارلز دبليو. تشيسنوت على موقع الموسوعة البريطانية (الإنجليزية)
- تشارلز دبليو. تشيسنوت على موقع إن إن دي بي (الإنجليزية)
- تشارلز دبليو. تشيسنوت على موقع قاعدة بيانات الفيلم (الإنجليزية)
- مؤلفات تشارلز دبليو. تشيسنوت في مشروع غوتنبرغ
- أعمال أو نبذة عن تشارلز دبليو. تشيسنوت على أرشيف الإنترنت
- أعمال تشارلز دبليو. تشيسنوت في ليبري فوكس